# Strijkkwartet nr. 11 (Beethoven)
Het strijkkwartet nr. 11 in f klein, opus 95  is een vierdelige compositie voor strijkkwartet van Ludwig van Beethoven, die in oktober 1810 voltooid werd.

## Ontstaan
Beethoven droeg zijn Quartett serioso, zoals hij het kwartet noemde, een combinatie van Duits en Italiaans, op aan 'de Heer Von Zmeskall' als "een dierbaar souvenir van onze langdurige vriendschap". Dit was de cellist Nikolaus Zmeskall von Domanovecz, die getuige was van Beethovens ongelukkige liefde voor de doktersdochter Therese Malfatti. Deze onbeantwoorde liefde zou de aanleiding zijn geweest voor de sombere stemming van het kwartet. Beethoven was misschien nog meer ontzet door het feit dat gravin Josephine Deym, van wie Beethoven al meer dan tien jaar hield, opnieuw trouwde. Beethoven reageerde met ontsteltenis toen zijn vriend Zmeskall von Domanovecz de opdracht terugbetaalde door een doos Hongaarse wijn te sturen (Beethoven verwachtte een dergelijke vorm van dank alleen van aristocraten aan wie hij werken opdroeg): “Beste Z! Ze wilden mij associëren met een Schuppanzigh etc. en verdraaiden mijn pure, oprechte werk. Jij bent niet mijn schuldenaar, maar ik ben de jouwe, en nu hebben ze mij alleen maar nog meer schuldenaar gemaakt. Ik kan niet schrijven hoeveel pijn dit geschenk mij doet."
In tegenstelling tot zijn eerdere kwartetten, die Beethoven zo snel mogelijk probeerde uit te voeren, begint bij dit kwartet - door de negatieve reactie van het publiek op de "Rasumovsky kwartetten" - Beethovens interesse om het gedrukt te krijgen snel af te nemen. Daarom herzag Beethoven dit kwartet in 1814, slechts drie jaar na de compositie ervan, voor een eerste uitvoering door het Schuppanzigh Kwartet, dat dicht bij Beethoven stond. In zijn correspondentie met Sir George Smart vanuit Londen op 7 oktober 1816 omschreef de componist het kwartet als "geschreven voor een kleine kring van kenners en [...] nooit om in het openbaar te worden uitgevoerd". Bij het beluisteren van het stuk wordt duidelijk waarom hij die bewering deed. Dit stuk zou in 1810 nogal vreemd zijn geweest: het is een experiment met compositietechnieken waar de componist later in zijn leven gebruik van zou maken. Technieken zoals kortere ontwikkelingen, interessant gebruik van stiltes, metrische ambiguïteit, schijnbaar ongerelateerde uitbarstingen en meer vrijheid met tonaliteit in zijn sonatevorm.
Het kwartet werd in de herfst van 1816 gedrukt; de autograaf uit 1810 is verloren gegaan. Een schetsboek uit 1810, dat wordt bewaard in de Staatsbibliothek zu Berlin, bevat veel schetsen voor dit kwartet. Net als voor Strijkkwartet nr. 10 zijn de schetsen voor het eerste deel ver gevorderd. Waarschijnlijk begon Beethoven met de eerste schetsen in een schetsboek dat verloren is gegaan en pakte hij de draad weer op in het bewaard gebleven schetsboek. Het kan zelfs zijn dat dit schetsboek wijzigingen bevat ten opzichte van een reeds afgeronde versie.
Dit kwartet vormt de afsluiting van Beethovens "Middenkwartetten". Pas veertien jaar later, in 1824, componeerde Beethoven het volgende werk in dit genre: het strijkkwartet nr. 12 (Es majeur) opus 127.

## Delen
I. Allegro con brio
Toornig uitvarend eerste thema. Melancholiek 2e thema. Bondige beknopte sonatevorm.
II. Allegretto ma non troppo – attacca subito
Stokkende begeleiding van de lage instrumenten met een liedmelodie in de viool. Al snel "chromatisch sluipend" tweede thema en o.a. een fugato.
III. Allegro assai vivace ma serioso – Più allegro
Abrupt begin van vijfdelig allegro met heftige sterk ritmisch motief wat vaart brengt in het deel. In de beide trio's een koraalachtige melodie.
IV. Larghetto espressivo - Allegretto agitato – Allegro
Zwaarmoedig kort larghetto als inleiding tot stormachtige finale in Rondo vorm naar een uiteindelijk ook weer abrupt invallend bevrijd slot in majeur: F groot.

## Receptie
Schuppanzigh heeft in mei 1814 de première verzorgd. Het werk werd pas 2 jaar later gedrukt. 
Dit kwartet in f klein is het meest compacte kwartet dat Beethoven schreef en zit vol met de expressieve contrasten die het werk van Beethoven karakteriseren. Jean Chantavoine schreef dat het werk "door de snelle opeenvolging van passie en verdriet, wanhoop en jubelstemming" doet denken aan Prometheus van Goethe, "die uiteindelijk wordt verdreven door een vreugdekreet".
Ludwig Nohl beschouwde het kwartet in f klein als Beethovens meest intieme van al zijn werken en vond het tot zijn beste werken behoren.
Gustav Mahler arrangeerde dit kwartet voor strijkorkest, veelal door een deel van de cellopartijen te verdubbelen met contrabassen.
Vroege periode: No. 1 in F (opus 18.1) · No. 2 in G (opus 18.2) · No. 3 in D (opus 18.3) · No. 4 in c (opus 18.4) · No. 5 in A (opus 18.5) · No. 6 in Bes (opus 18.6)

Middenperiode: No. 7 in F (opus 59.1) · No. 8 in e (opus 59.2) · No. 9 in C (opus 59.3) · No. 10 (Harp) in Es (opus 74) · No. 11 (Serioso) in f (opus 95)

Late periode: No. 12 in Es (opus 127) · No. 13 in Bes (opus 130) · No. 14 in cis (opus 131) · No. 15 in a (opus 132) · Große Fuge (opus 133) · No. 16 in F (opus 135)